# Cristianismo en el siglo XI

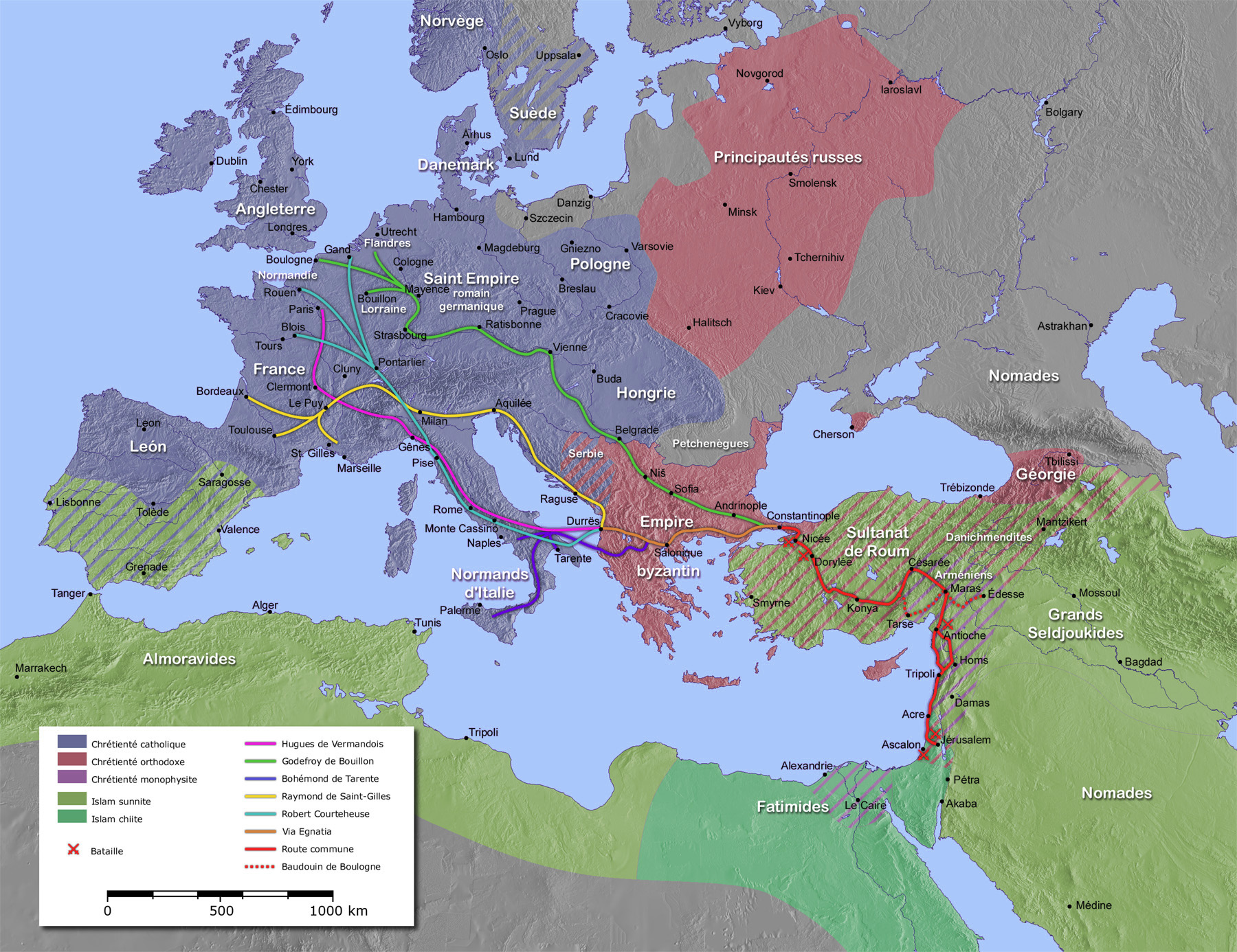
Un mapa de las rutas de los principales líderes de la cruzada, en francés.

El cristianismo en el siglo XI está marcado principalmente por el Gran Cisma de la Iglesia, que dividió formalmente la iglesia estatal del Imperio Romano en las ramas orientales (griegas) y occidentales (latinas).
En 1054, tras la muerte del Patriarca de Roma León IX, los legados papales (representantes del Papa) de Roma viajaron a Constantinopla para negar a Miguel I Cerulario|Miguel Cerulario, el Patriarca reinante de Constantinopla, el título de Patriarca Ecuménico e insistir en que reconociese la afirmación de la Iglesia de Roma de ser la cabeza y madre de las iglesias. Cerulario se negó, el líder del grupo de Roma excomulgó a Cerulario y los legados, a su vez, fueron excomulgados por Constantinopla. Aunque este evento, en sí mismo, fue relativamente insignificante (y la autoridad de los legados en sus acciones fue dudosa) en última instancia, marcó el final de cualquier pretensión de una unión entre las ramas oriental y occidental de la Iglesia. Aunque se hicieron esfuerzos posteriores para lograr la reconciliación, permanecieron divididas, cada una afirmando ser la verdadera Iglesia cristiana.

## Controversia de las investiduras

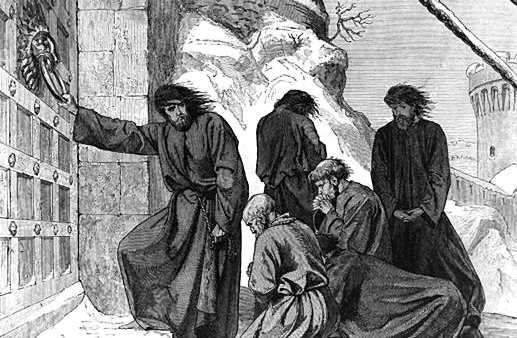
Enrique IV en la puerta de Canossa, por August von Heyden

La primera fase importante de la lucha entre la Iglesia y el estado en la Europa medieval estuvo marcada por la controversia de las investiduras entre el emperador y el Papa sobre el derecho a hacer nombramientos en la iglesia. El papado fue el vencedor inicial, pero a medida que los italianos se dividían entre güelfos y gibelinos, en facciones que a menudo se perpetuaron a través de las familias o los estados hasta el final de la Edad Media, la disputa debilitó gradualmente al papado, sobre todo al convertirlo en disputa política. En 1059, la Iglesia intentó controlar, o cobrar un precio por la mayoría de los matrimonios entre los grandes, prohibiendo los matrimonios que involucrasen consanguinidad (parientes de sangre) y la afinidad (parentesco con el matrimonio) hasta el séptimo grado de relación. Bajo estas reglas, casi todos los grandes matrimonios requerían una dispensa. Las reglas se relajaron hasta el cuarto grado en 1215.
La controversia de las investiduras, o controversia de la investidura laica, fue el conflicto más significativo entre los poderes seculares y religiosos en la Europa medieval. Comenzó como una disputa en el siglo XI entre el Sacro Emperador Romano Enrique IV y el Papa Gregorio VII sobre quién nombraba a los obispos (investidura). El fin de la investidura laica amenazó con socavar el poder del imperio y las ambiciones de los nobles en beneficio de la reforma de la Iglesia.
Los obispos recaudaban los ingresos de los estados adjuntos a su obispado. Los nobles que tenían feudos conservaban esas tierras dentro de su familia. Sin embargo, debido a que los obispos no tenían hijos legítimos, cuando un obispo moría, el rey tenía derecho a nombrar un sucesor. Entonces, ocurría que mientras un rey tenía pocos recursos para evitar que los nobles adquirieran grandes dominios a través de la herencia y los matrimonios dinásticos, el rey podía mantener el control sobre las tierras bajo el dominio de sus obispos. Los reyes otorgaban obispados a miembros de familias nobles cuya amistad deseaba obtener. Además, si un rey dejaba un obispado vacante, entonces recaudaba los ingresos de las propiedades hasta que se nombraba un obispo, cuando en teoría debía pagar las ganancias a la Iglesia. La infracción de este reembolso fue una fuente obvia de controversia. La Iglesia quería poner fin a esta investidura laica debido a la corrupción potencial, no solo de las sedes vacías sino también de otras prácticas como la simonía.
El papa Gregorio VII emitió el Dictatus Papae, que declaró que solo el papa podría nombrar o deponer obispos o trasladarlos a otras sedes. El rechazo de Enrique IV al decreto condujo a su excomunión y a una revuelta ducal; finalmente, Enrique IV recibió la absolución después de una dramática penitencia pública descalzo en la nieve alpina y envuelto en un cilicio, aunque la revuelta y el conflicto de la investidura continuaron. Del mismo modo, se produjo una controversia similar en Inglaterra entre el rey Enrique I y San Anselmo, arzobispo de Canterbury, sobre la investidura y los ingresos eclesiásticos recaudados por el rey durante una vacante episcopal. La disputa inglesa fue resuelta por el Concordato de Londres en 1107, donde el rey renunció a su reclamación de investir obispos, pero siguió exigiendoles un juramento de fidelidad en su elección. Este fue un modelo parcial reflejado en el Concordato de Worms (Pactum Calixtinum), que resolvió la controversia de la investidura imperial con un compromiso que permitió a las autoridades seculares ciertas medidas de control, pero otorgó la selección de obispos a los canónigos de sus catedrales. Como símbolo del compromiso, las autoridades laicas nombraron a los obispos con su autoridad secular simbolizada por la lanza, y las autoridades eclesiásticas nombraron a los obispos con su autoridad espiritual simbolizada por el anillo y el báculo.

## Teología

### Teología occidental antes del Escolasticismo
Con la división y el declive del Imperio carolingio, se conservó una notable actividad teológica en algunas de las escuelas catedralicias que habían comenzado a desarrollarse, por ejemplo, en Auxerre en el siglo IX o en Chartres en el XI. Se filtraron influencias intelectuales del mundo árabe (incluidas obras de autores clásicos conservados por estudiosos islámicos) en el Occidente cristiano a través de España, influyendo en teólogos tales como Gerbert de Aurillac, que luego se convirtió en el Papa Silvestre II y en mentor de Otón III. (Otón fue el cuarto gobernante del Sacro Imperio Romano germano de la dinastía sajona, sucesor del Imperio carolingio). En retrospectiva, se podría decir que cuando explotó una controversia sobre el significado de la eucaristía alrededor de Berengario de Tours en el siglo XI un nuevo avance se realizó: indicios de una nueva confianza en la investigación intelectual de la fe que quizás presagió la explosión del argumento teológico que iba a tener lugar en el siglo XII.
Los autores importantes incluyen: 
- Fulberto de Chartres (muerto 1028)
- Berengario de Tours (c. 999-1088)
- Lanfranco de Canterbury (muerto en 1089)

## Monacato
Uno de los principales avances en el monacato durante el siglo XI fue el auge de las reformas cluniacenses, que se centraron en la abadía de Cluny en Borgoña, que controlaba una gran orden centralizada con más de doscientos monasterios en toda la cristiandad occidental. Cluny defendió un Papado revivido durante este siglo y alentó una disciplina monástica más estricta con un retorno a los principios de la Regla Benedictina. La abadía de Cluny promovió el arte y la literatura, y la liturgia en la iglesia de la abadía románica fue un asunto formal dedicado a glorificar a Dios. Junto con el Papado revivido, Cluny trabajó por una mayor devoción entre los hombres hacia la Iglesia. Hacia fines del siglo XII, la riqueza y el poder de Cluny fueron criticados por muchos monásticos en la Iglesia, especialmente los que se separaron de la orden cluniacense para formar los cistercienses, quienes se dedicaron con mucho mayor rigor al trabajo manual y a la severa austeridad.

## Difusión del cristianismo

### Polonia
La difusión del cristianismo se invirtió temporalmente en Polonia, ya que la reacción pagana en Polonia vio cómo se incendiaban muchas iglesias y monasterios, y se asesinaban sacerdotes.

### Escandinavia
Escandinavia fue la última parte de la Europa germánica en convertirse y la más resistente. Desde la Alta Edad Media, los territorios del norte de Europa se convirtieron gradualmente al cristianismo bajo el liderazgo alemán y se convirtieron en estados nacionales bajo la dirección de la Iglesia, finalizada en las Cruzadas del Norte.
Más tarde, los nobles alemanes y escandinavos extendieron su poder a los pueblos fino-bálticos, lapón, bálticos y algunos eslavos. Las migraciones de personas, aunque no son estrictamente parte de la "era de la migración", también tuvieron efectos significativos, especialmente en Europa oriental. Continuaron más allá del año 1000 y estuvieron marcadas por las invasiones mongolas, vikingas, magiares y turcas.

### Godos
Muchos godos se convirtieron al cristianismo estando fuera del Imperio Romano. La mayoría de los miembros de otras tribus se convirtieron al cristianismo cuando sus tribus respectivas se establecieron dentro del imperio, y la mayoría de los francos y anglosajones se convirtieron unas generaciones más tarde. Durante los siglos posteriores a la Caída de Roma, la Iglesia Romana se dividió gradualmente entre las diócesis leales al Patriarca de Roma en Occidente y las leales a los demás Patriarcas en Oriente, la mayoría de los pueblos germánicos (excepto los godos de Crimea y algunos otros grupos orientales) se convirtieron gradualmente en aliados con la Iglesia occidental, sobre todo como consecuencia del reinado de Carlomagno.

## Cisma Este-Oeste

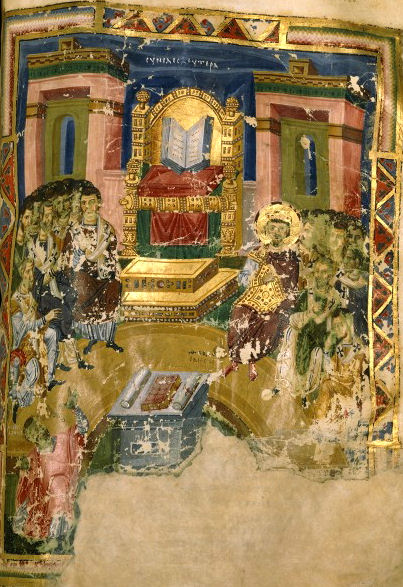
El Segundo Concilio Ecuménico, (Ilustración, 879-882 dC, del manuscrito, Homilies of Gregory Nazianzus, Biblioteca Nacional de Francia)

El Cisma Este-Oeste, o Gran Cisma, separó a la Iglesia en ramas Occidentales (latinas) y Orientales (griegas), es decir, el catolicismo occidental y la ortodoxia oriental. Fue la primera división importante desde que ciertos grupos en el Este rechazaron los decretos del Concilio de Calcedonia (ver Ortodoxia Oriental) y fue mucho más significativo. Las relaciones entre Oriente y Occidente habían resultado amargas y encarnizadas durante mucho tiempo por las diferencias políticas y eclesiásticas y las disputas teológicas.
Hubo problemas doctrinales como la cláusula Filioque y la autoridad del Papa involucrado en la división, pero estos se vieron exacerbados por las diferencias culturales y lingüísticas entre latinos y griegos. Antes de eso, las mitades oriental y occidental de la Iglesia habían entrado frecuentemente en conflicto, particularmente durante los períodos de iconoclasia y del cisma de Focio.  El Oriente ortodoxo percibió que el Papado asumía características parecidas a un monarca que no estaban en línea con la tradición histórica de la iglesia.
El cisma "oficial" en 1054 fue debido a la excomunión del patriarca Miguel Cerulario de Constantinopla, seguido de la excomunión de los legados papales. Ambos grupos descendían de la Iglesia primitiva, ambos reconocían la sucesión apostólica de los obispos de cada uno y la validez de los sacramentos de cada uno. Aunque ambos reconocían la primacía del Obispo de Roma, la Ortodoxia Oriental entiende esto como una primacía de honor con autoridad eclesiástica limitada o nula en otras diócesis.

### Eclesiología
En la raíz de lo que se convirtió en el Gran Cisma está la cuestión de la eclesiología. Las Iglesias orientales mantuvieron la idea de que cada iglesia-ciudad local con su obispo, presbíteros, diáconos y personas que celebraban la Eucaristía constituían la Iglesia entera. En esta visión llamada eclesiología eucarística (o más recientemente eclesiología holográfica), cada obispo es el sucesor de San Pedro en su iglesia ("la Iglesia") y las iglesias forman lo que Eusebio llamó una unión común de iglesias. Esto implicaba que todos los obispos eran ontológicamente iguales, aunque a los obispos funcionalmente particulares se les podía otorgar privilegios especiales por parte de otros obispos y servir como metropolitanos, arzobispos o patriarcas. Al principio, la eclesiología de la Iglesia romana era de naturaleza universal, con la idea de que la Iglesia era un organismo mundial con un centro designado divinamente (no funcionalmente): la Iglesia / Obispo de Roma.  

### Lenguaje y cultura
La lengua dominante de Occidente era el latín, mientras que la de Oriente era el griego. Poco después de la caída del Imperio Occidental, la cantidad de personas que hablaban tanto latín como griego comenzó a disminuir, y la comunicación entre Oriente y Occidente se hizo mucho más difícil. Sin la unidad lingüística, la unidad cultural también comenzó a desmoronarse. Las dos mitades de la Iglesia estaban divididas naturalmente en líneas similares pero fueron desarrollando diferentes ritos y tenían diferentes enfoques de las doctrinas religiosas.

### Supremacía papal

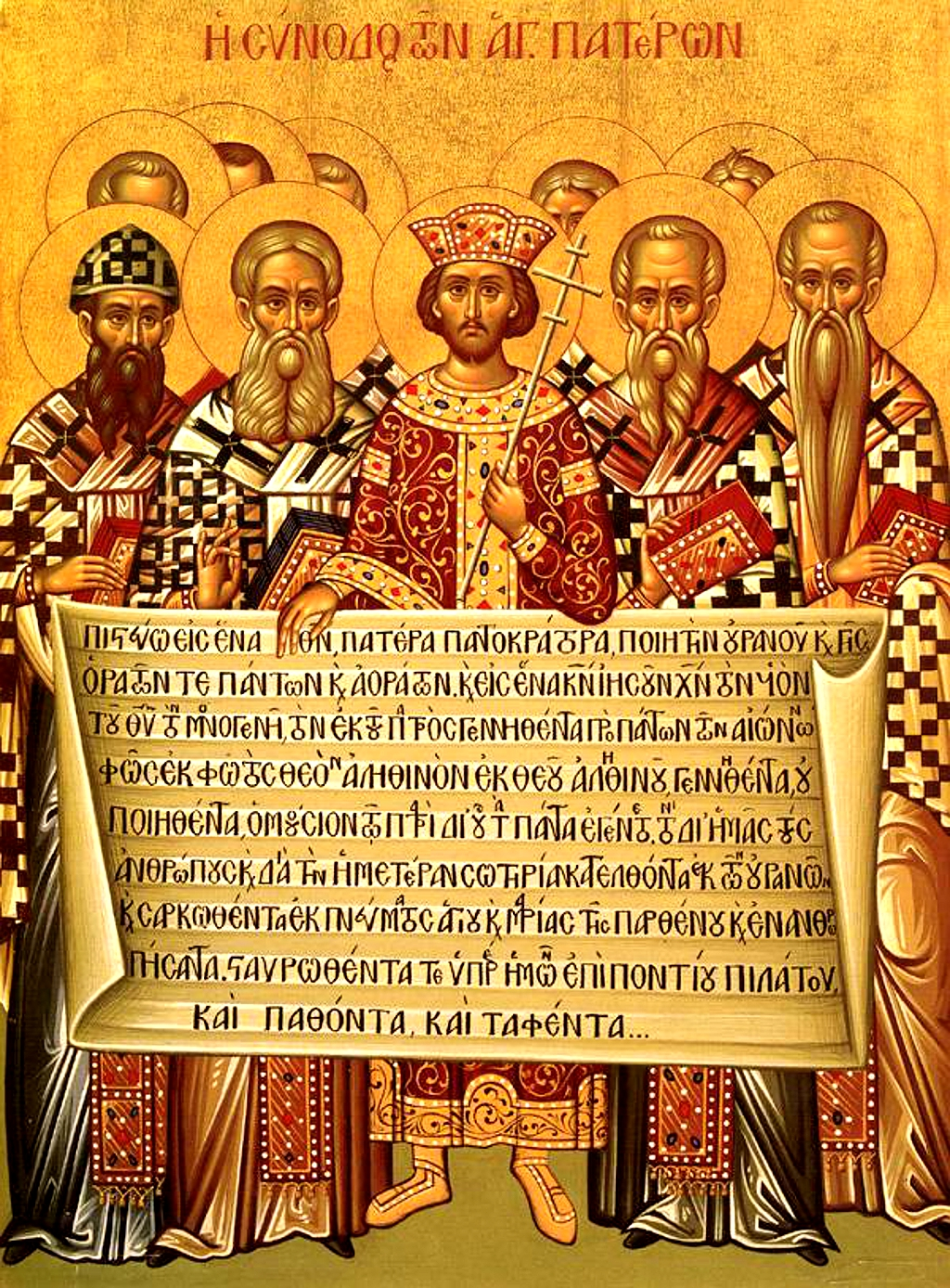
Icono que representa al emperador Constantino (centro) y a los obispos del Primer Concilio de Nicea (325) que tienen el Credo Niceno-Constantinopolitano de 381.

Las causas principales del cisma fueron las disputas sobre reclamaciones de jurisdicción, en particular sobre la autoridad papal: el Papa León IX afirmó que tenía autoridad sobre los cuatro patriarcas orientales y sobre la inserción de la cláusula Filioque en el Credo de Nicea por parte del patriarca occidental en 1014. La ortodoxia oriental afirma que el 28.º canon del Concilio de Calcedonia proclamó explícitamente la igualdad de los obispos de Roma y Constantinopla y que estableció el tribunal supremo de apelación eclesiástica en Constantinopla. El séptimo canon del Concilio de Éfeso declaró:
Es ilegal que cualquier hombre presente, o escriba, o componga una Fe diferente (ἑτέραν) como rival a la establecida por los santos Padres reunidos con el Espíritu Santo en Nicea. Pero aquellos que se atrevan a componer una fe diferente, o a presentar u ofrecerla a personas que deseen recurrir al reconocimiento de la verdad, ya sea del paganismo o del judaísmo, o de cualquier herejía, serán depuestos, si son obispos o clérigos; obispos del episcopado y clérigos del clero; y si son laicos, serán anatematizados
La ortodoxia oriental también observa que este canon del Concilio de Éfeso en 431 prohibió explícitamente la modificación del Credo de Nicea redactado por el Primer Concilio de Nicea en 325 y modificado por el segundo Concilio Ecuménico en 381. Por lo tanto, el cambio de "quién procede del Padre" a "que procede del Padre y el Hijo" (latín "filioque" agregado) es rechazado por los ortodoxos por ser tanto ilícitos como doctrinalmente incorrectos.
En la visión ortodoxa, el obispo de Roma (es decir, el Papa) tendría primacía universal en una cristiandad reunida, como primus inter pares sin poder de jurisdicción.

### Otros puntos de conflicto
Muchas otras cuestiones aumentaron las tensiones. 
- La inserción de la Iglesia occidental de "Filioque" en la versión latina del Credo de Nicea.
- Disputas en los Balcanes, el sur de Italia y Sicilia sobre si Roma o Constantinopla tenían la jurisdicción eclesiástica.
- Como resultado de las conquistas musulmanas de los territorios de los patriarcados de Alejandría, Antioquía y Jerusalén, solo quedaron dos poderosos centros rivales de autoridad eclesiástica, Constantinopla y Roma.[8]
- Ciertas prácticas litúrgicas en Occidente que Oriente creía representaban una innovación ilegítima: el uso de pan sin levadura para la Eucaristía.
- El celibato entre los sacerdotes occidentales (tanto monásticos como parroquiales), a diferencia de la disciplina oriental por la cual los sacerdotes de las parroquias podrían ser hombres casados.

### Excomunión mutua de 1054
La disputa sobre la autoridad de los obispos romanos alcanzó un punto culminante en 1054, cuando Miguel I Cerulario trató de reforzar su posición como el "Patriarca de Constantinopla", que parecía establecerse como un rival del Papa León IX, algo que los Papas habían prohibido anteriormente considerando a Constantinopla como un patriarcado. La disputa terminó cuando el legado del Papa, el cardenal Humbert, excomulgó a Cerularius y, a cambio, Miguel excomulgó a los legados papales. El patriarca sospechaba que la bula de excomunión, colocada en el altar de Santa Sofía, había sido manipulada por Argyros, el comandante del sur de Italia, quien tuvo una larga controversia con Miguel Cerulario. Aunque estas acciones se consideran como el "Gran Cisma", históricamente el evento fue poco relevante para cambiar la relación entre el Este y el Oeste en ese momento. El mismo Miguel sabía que el Papa estaba prisionero de los normandos cuando llegó el legado Humbert, y cuando Michael fue excomulgado, el Papa León ya había muerto, anulando la autoridad de los legados papales. Además, Miguel no excomulgó al Papa, ni siquiera a la Iglesia occidental, sino únicamente a la delegación papal. Probablemente sea más apropiado señalar la Masacre de los latinos de 1182 o el Sitio de Constantinopla por la Cuarta Cruzada en 1204 como una separación más clara entre las dos Iglesias.
La mayoría de las causas directas del Gran Cisma, sin embargo, son mucho menos grandiosas que el famoso Filioque. Las relaciones entre el papado y la corte bizantina fueron buenas en los años anteriores a 1054. El emperador Constantino IX y el papa León IX se aliaron a través de la mediación del catapán lombardo de Italia, Argiro, quien había pasado varios años en Constantinopla, originalmente como preso político.
Cerulario ordenó que se escribiera una carta al obispo de Trani en la que atacaba las prácticas "judaísticas" de Occidente, a saber, el uso de pan sin levadura. La carta debía ser enviada por Juan a todos los obispos de Occidente, incluido el Papa. Juan cumplió puntualmente, y la carta fue entregada a Humberto de Mourmoutiers, el cardenal-obispo de Silva Candida, quien tradujo la carta al latín y se la llevó al Papa, quien ordenó que se respondiera a cada cargo y se expusiera como respuesta una defensa de la supremacía papal.
Miguel se convenció de era mejor enfriar el debate y, por lo tanto, tratar de evitar la inminente ruptura. Sin embargo, Humbert y el Papa no hicieron concesiones y el primero fue enviado con poderes legítimos a la capital imperial para resolver de una vez por todas las cuestiones planteadas. Humbert, Federico de Lorena y Pedro, el arzobispo de Amalfi llegaron en abril de 1054 y recibieron una acogida hostil; Salieron del palacio y dejaron la respuesta papal a Miguel, quien a su vez se enojó aún más por sus acciones. El patriarca se negó a reconocer su autoridad o, prácticamente, su existencia. Cuando el Papa León murió el 19 de abril de 1054, la autoridad de los legados cesó legalmente, pero efectivamente ignoraron este tecnicismo.
En respuesta a la negativa de Miguel a abordar los problemas en cuestión, la misión de los legados tomó la medida extrema de entrar en la iglesia de Santa Sofía durante la liturgia divina y colocar una bula de Excomunión (1054) en el altar.
Los legados partieron para Roma dos días después de emitir la bula de Excomunión, dejando una ciudad que se acercaba a importantes disturbios. El patriarca tenía el inmenso apoyo de la gente contra el emperador, que había apoyado a los legados en su propio detrimento. Para mitigar la ira popular, la bula fue quemada y los legados fueron anatematizados. Solo los legados fueron anatematizados y, una vez más, no hubo una indicación explícita de que toda la iglesia occidental estuviera siendo anatematizada.
En la bula de excomunión emitida contra el patriarca Miguel por los legados papales, una de las razones citadas fue la eliminación por la Iglesia Oriental de la "cláusula Filioque" del Credo de Nicea original. De hecho, fue todo lo contrario: la Iglesia Oriental no eliminó nada. Fue la Iglesia Occidental la que agregó esta frase al Credo Niceno-Constantinopolitano.

## Título de caballero
La nobleza de la Edad Media era una clase militar; en el período medieval temprano un rey (rex) atrajo a un grupo de guerreros leales (comes) y les repartió parte de sus conquistas. A medida que avanzaba la Edad Media, este sistema se convirtió en un conjunto complejo de vínculos y obligaciones feudales. Como el cristianismo había sido aceptado por la nobleza bárbara, la Iglesia procuró evitar que la tierra eclesiástica y los clérigos, ambos provenientes de la nobleza, se vieran envueltos en conflictos militares. A principios del siglo XI, a los clérigos y campesinos se les concedió inmunidad contra la violencia: la Paz de Dios (Pax Dei). Pronto, la élite guerrera se convirtió en "santificada", por ejemplo, los combates fueron prohibidos en los días sagrados: la Tregua de Dios (Treuga Dei). El concepto de caballería se desarrolló, enfatizando el honor y la lealtad entre los caballeros. Con el advenimiento de las Cruzadas, se establecieron las órdenes sagradas de los caballeros que se percibían a sí mismos como llamados por Dios para defender a la cristiandad contra los avances musulmanes en España, Italia y Tierra Santa, y como los baluartes paganos en Europa del Este.
Esta actividad trajo considerable riqueza y poder. Señores y nobles ricos cedieron propiedades a los monasterios a cambio de misas por el alma de un ser querido fallecido. Aunque probablemente esta no era la intención original de San Benito, la eficiencia de su Regla cenobítica, además de la estabilidad de los monasterios, hizo que tales propiedades fueran muy productivas; el monje general fue elevado a un nivel de nobleza, ya que los siervos de la hacienda se ocupaban del trabajo, mientras que el monje era libre para poder estudiar. Los monasterios atrajeron así a muchas de las mejores personas de la sociedad, y durante este período fueron los centros donde se almacenó y se produjo el conocimiento.

## Cruzadas
Tierra Santa había sido parte del Imperio Romano, y por lo tanto del Imperio Bizantino hasta las conquistas islámicas de los siglos VII y VIII. A partir de entonces, a los cristianos generalmente se les permitió visitar los lugares sagrados en Tierra Santa hasta 1071, cuando los turcos de Seljuk prohibieron las peregrinaciones cristianas y atacaron a los bizantinos, derrotándolos en la batalla de Manzikert. El emperador Alejo I pidió ayuda al Papa Urbano II para obtener ayuda contra la agresión islámica. Urbano II convocó a los caballeros de la cristiandad en un discurso pronunciado en el Concilio de Clermont el 27 de noviembre de 1095, combinando la idea de peregrinación a Tierra Santa con la de librar una guerra santa contra los infieles. La Primera Cruzada conquistó Antioquía en 1099 y luego Jerusalén. Un esquema de numeración tradicional para las cruzadas suma nueve durante los siglos XI al XIII. 

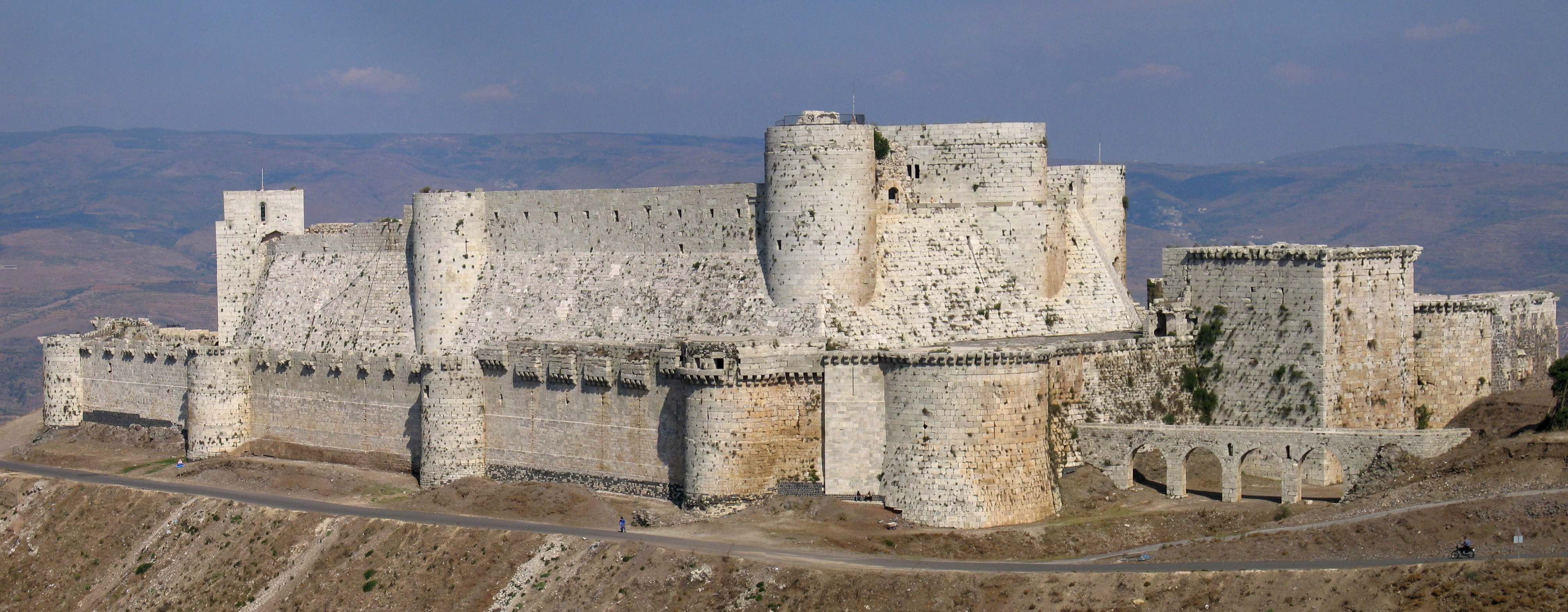
Crac de los Caballeros fue construido en el condado de Trípoli por los Caballeros Hospitalarios durante las Cruzadas.

Algunos elementos de las Cruzadas fueron criticados desde el momento de su creación en 1095. Por ejemplo, Roger Bacon sentía que las Cruzadas no eran efectivas porque "aquellos que sobreviven, junto con sus hijos, están cada vez más amargados contra la fe cristiana". A pesar de tales críticas, el movimiento fue ampliamente apoyado en Europa mucho después de la caída de Acre en 1291. 

### Antecedentes

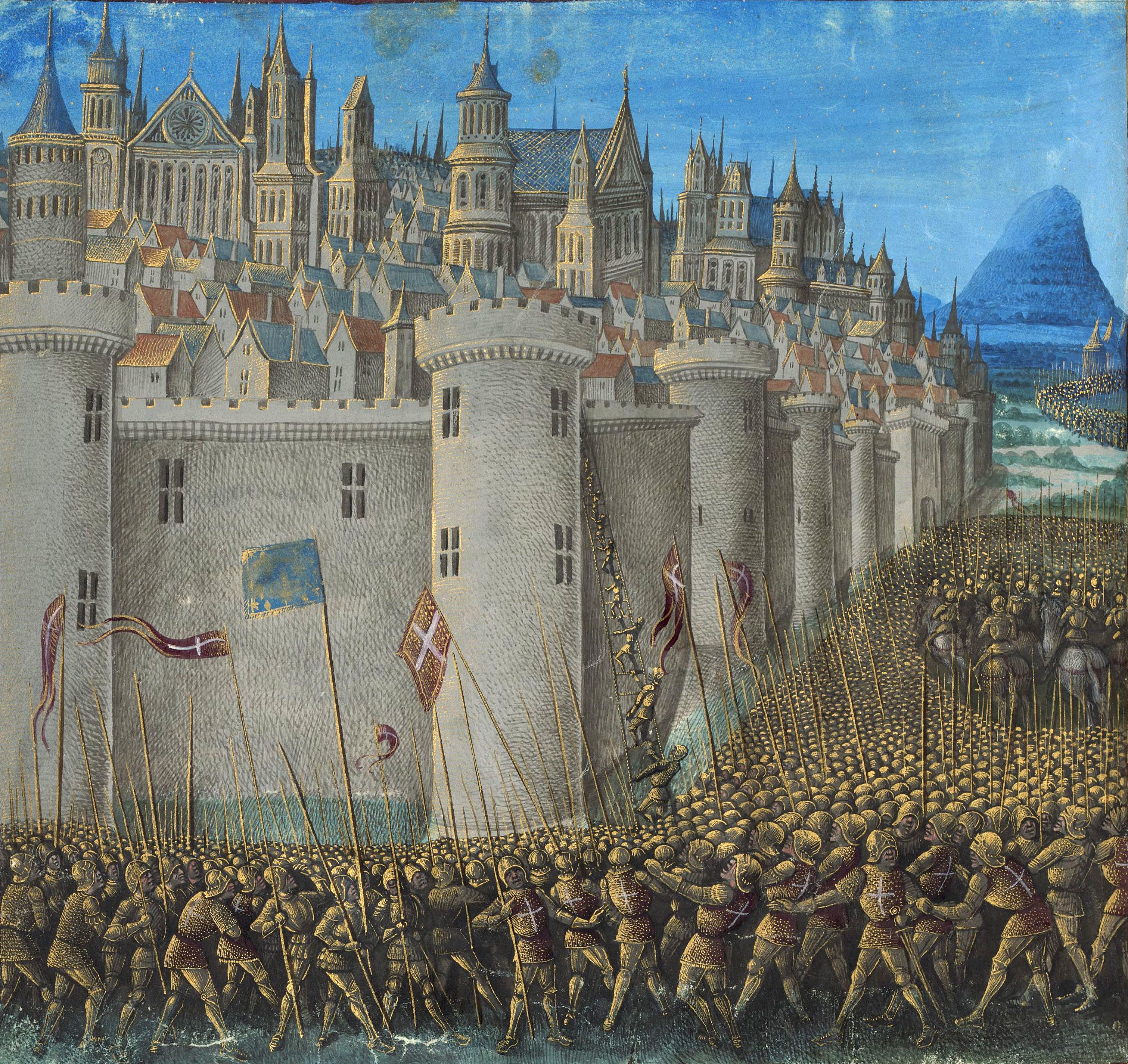
El asedio de Antioquía, de una pintura en miniatura medieval, durante la Primera Cruzada.

Los orígenes de las Cruzadas se encuentran en los avances en Europa occidental a principios de la Edad Media, así como el deterioro de la situación del Imperio Bizantino en el este causado por una nueva ola de ataques musulmanes turcos. El colapso del Imperio carolingio a fines del siglo IX, combinado con la relativa estabilización de las fronteras europeas locales después de la cristianización de los vikingos, eslavos y magiares, produjo una clase de guerreros armados cuyas energías se perdían luchando entre sí y aterrorizando a la población local. La Iglesia trató de contener esta violencia con los movimientos de Paz y Tregua de Dios, que tuvieron cierto éxito, pero los guerreros entrenados siempre buscaron una salida para sus habilidades, y las oportunidades para la expansión territorial se estaban volviendo menos atractivas para grandes segmentos de la nobleza.
En 1063, el papa Alejandro II había dado su bendición a los cristianos ibéricos en sus guerras contra los musulmanes, otorgando tanto un estándar papal (el vexillum sancti Petri) como una indulgencia a los que murieron en la batalla. Las súplicas de los emperadores bizantinos, ahora amenazadas por los Seljuks, cayeron bien sobre los oídos ya preparados. Estas súplicas se produjeron en 1074, con el emperador Miguel VII con el papa Gregorio VII y en 1095, desde el emperador Alejo I Comneno hasta el papa Urbano II. Una fuente identifica a Miguel VII en los registros chinos como un gobernante de Bizancio (Fulin) que envió un enviado a la dinastía Song China en 1081. Un erudito chino sugiere que este y otros enviados bizantinos en 1091 fueron a pedir ayuda a China en la lucha contra los turcos.

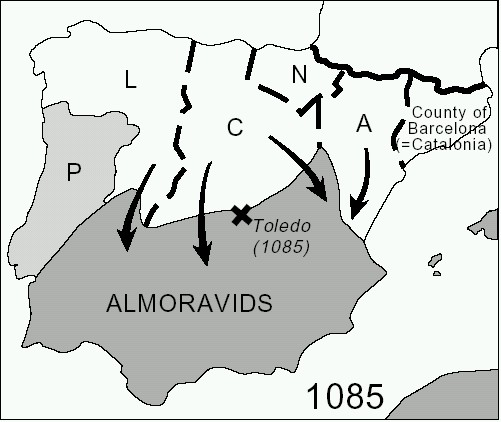
Mapa de la península ibérica en el momento de la llegada de los almorávides en el. Los Reinos Cristianos incluían Aragón, Castilla, Leon, Navarra y Portugal.

Las Cruzadas fueron, en parte, una salida para una intensa piedad religiosa que surgió a fines del siglo XI entre las personas laicas. Un cruzado, después de pronunciar un voto solemne, recibiría una cruz de manos del Papa o de sus legados y desde entonces se lo consideraría un "soldado de la Iglesia". Esto se debió en parte a la controversia sobre la investidura, que comenzó alrededor de 1075 y aún estaba en curso durante la Primera Cruzada. Mientras los dos lados de la controversia de la investidura intentaban poner a la opinión pública a su favor, las personas se involucraron personalmente en una dramática controversia religiosa. El resultado fue un despertar de una intensa piedad cristiana e interés público en los asuntos religiosos, y fue reforzado por la propaganda religiosa, que abogó por la Guerra Justa para recuperar la Tierra Santa de los musulmanes. La Tierra Santa incluía Jerusalén (donde tuvo lugar la muerte, la resurrección y la ascensión al cielo de Jesús) y Antioquía (la primera ciudad cristiana).
Otro factor que contribuyó al cambio en las actitudes occidentales hacia el este se produjo en 1009, cuando el califa fatimí Al-Hákim bi-Amr Allah ordenó la destrucción de la Iglesia del Santo Sepulcro. En 1039 su sucesor, después de exigir que se pagaran grandes sumas por el derecho, permitió que el Imperio Bizantino la reconstruyera. Se permitieron peregrinaciones a las Tierras Santas antes y después de la reconstrucción del Sepulcro, pero durante un tiempo los peregrinos fueron capturados y algunos integrantes del clero fueron asesinados. Los conquistadores musulmanes finalmente se dieron cuenta de que la riqueza de Jerusalén provenía de los peregrinos; con lo cual se detuvo la persecución. Sin embargo, el daño ya estaba hecho, y la violencia de los turcos seljuk se convirtió en parte de la preocupación que extendió la pasión por las cruzadas.

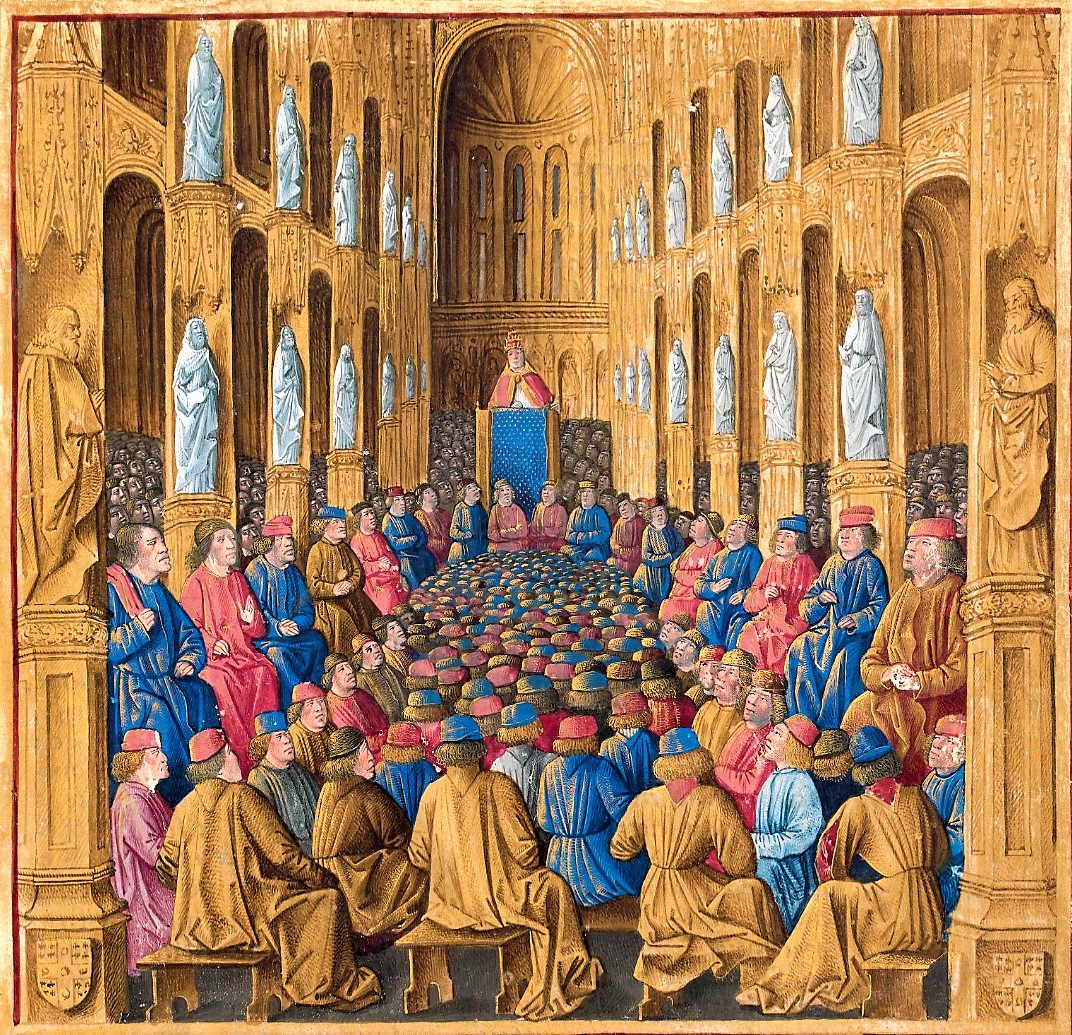
Pintura del del Papa Urbano II en el Concilio de Clermont (1095), donde predicó un apasionado sermón para recuperar la Tierra Santa; manuscrito ilustrado posterior a c. 1490

Si bien la Reconquista fue el ejemplo más destacado de las reacciones europeas contra las conquistas musulmanas, no es el único ejemplo de este tipo. El aventurero normando Roberto Guiscardo había conquistado Calabria en 1057 y sostenía lo que tradicionalmente había sido territorio bizantino contra los musulmanes de Sicilia. Los estados marítimos de Pisa, Génova y Cataluña luchaban activamente contra los baluartes islámicos en Mallorca, liberando las costas de Italia y Cataluña de las incursiones musulmanas. Mucho antes, las patrias cristianas de Siria, Líbano, Palestina, Egipto, etc. habían sido conquistadas por los ejércitos musulmanes. Esta larga historia de pérdida de territorios ante un enemigo religioso creó un poderoso motivo para responder al llamado del emperador bizantino Alejo I de que la guerra santa defendiera a la cristiandad y reconquistara las tierras perdidas comenzando por Jerusalén.
El papado del papa Gregorio VII había luchado con las dudas sobre la validez doctrinal de una guerra santa y el derramamiento de sangre por el Señor y, con dificultad, había resuelto la cuestión a favor de la violencia justificada. Más importante aún para el Papa, los cristianos que peregrinaban a Tierra Santa estaban siendo perseguidos. San Agustín de Hipona, el modelo intelectual de Gregorio, había justificado el uso de la fuerza al servicio de Cristo en La Ciudad de Dios, y una "guerra justa" cristiana podría mejorar la posición de un líder ambicioso de Europa, como se veía a sí mismo Gregorio.
Los norteños volverían a ser integrados en Roma y sus problemáticos caballeros podrían darse cuenta de cuál era el único tipo de acción que les convenía. Los intentos anteriores por parte de la iglesia de detener tal violencia, como el concepto de la "Paz de Dios", no tuvieron el éxito esperado. Al sur de Roma, los normandos mostraban cómo podrían dirigirse tales energías contra los árabes (en Sicilia) y los bizantinos (en el continente). Una hegemonía latina en el Levante proporcionaría un impulso para resolver las afirmaciones de supremacía del Papado sobre el Patriarca de Constantinopla, que había resultado en el Gran Cisma de 1054, una división que aún podría resolverse por la fuerza de las armas francas.
En las tierras bizantinas se descubrió la debilidad del emperador oriental por la desastrosa derrota en la batalla de Manzikert en 1071, que redujo el territorio asiático del Imperio a una región en el oeste de Anatolia y alrededor de Constantinopla. Una señal segura de la desesperación bizantina fue el llamamiento de Alejo I a su enemigo, el Papa, en busca de ayuda. Pero Gregorio estaba ocupado con la controversia de la investidura y no podía llamar al emperador alemán, por lo que nunca se concretó una cruzada. Para el sucesor más moderado de Gregorio, el Papa Urbano II, una cruzada serviría para reunir a la cristiandad, reforzar el papado y quizás poner a Oriente bajo su control. No se podía contar con los alemanes descontentos y los normandos, pero el corazón y la columna vertebral de una cruzada se podían encontrar en la propia patria de Urbano, entre los franceses del norte.

### Primera Cruzada (1095-1099)

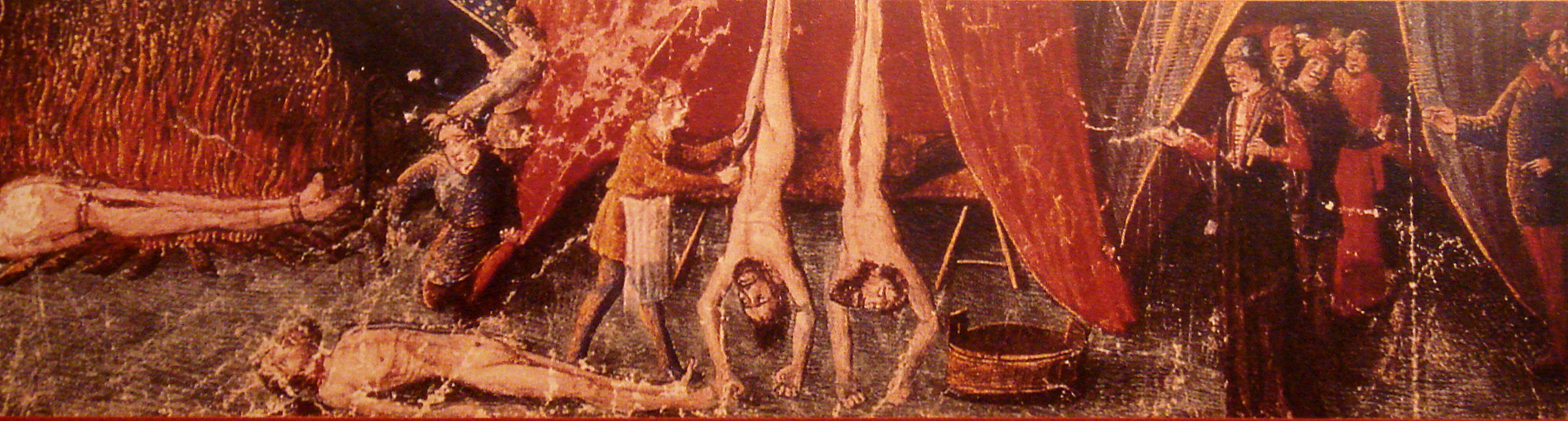
Durante la primera década, los cruzados siguieron una política que incluía ejecuciones en masa, arrojar cabezas cortadas sobre muros de ciudades asediadas, exhibición y mutilación de cadáveres desnudos, e incluso canibalismo, como se registró después del Sitio de Maarat.

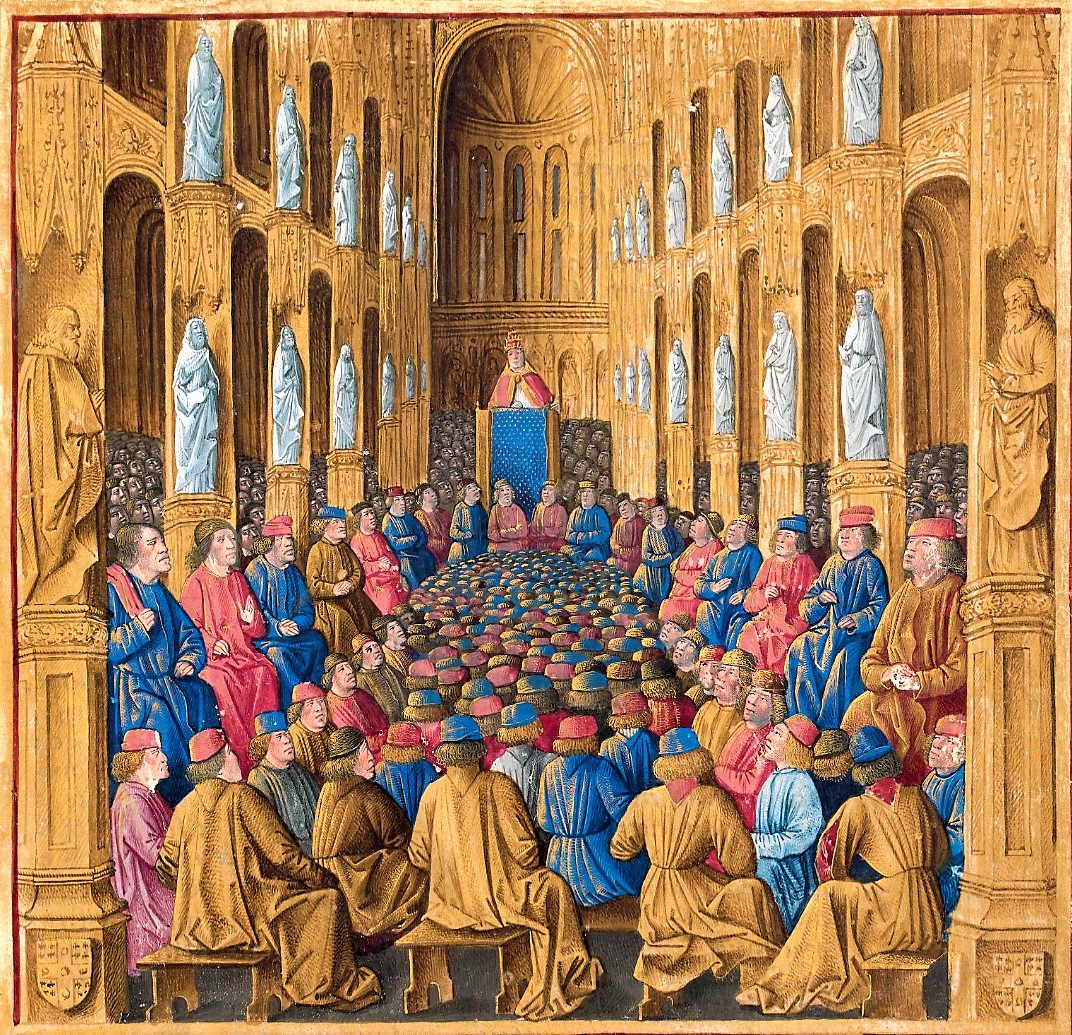
El Papa Urbano II en el Concilio de Clermont (1095), donde predicó la Primera Cruzada; manuscrito ilustrado posterior de c. 1490

En marzo de 1095 en el Concilio de Piacenza, los embajadores enviados por el emperador bizantino Alejo I pidieron ayuda para defender su imperio contra los turcos de Seljuk. Más tarde, ese mismo año, en el Concilio de Clermont, el Papa Urbano II hizo un llamamiento a todos los cristianos para que se unieran a la guerra contra los turcos, prometiendo que aquellos que murieran en el esfuerzo recibirían la remisión inmediata de sus pecados.
El Sitio de Antioquía tuvo lugar poco antes del sitio de Jerusalén durante la primera Cruzada. Antioquía cayó en manos de los francos en mayo de 1098, pero no antes de un largo asedio. El gobernante de Antioquía no estaba seguro de cómo reaccionarían los cristianos que vivían dentro de su ciudad, y los obligó a vivir fuera de la ciudad durante el asedio, aunque prometió proteger a sus esposas e hijos de los daños, mientras judíos y musulmanes luchaban juntos. El asedio solo llegó a su fin cuando la ciudad fue traicionada y los francos entraron por la puerta de agua de la ciudad haciendo que su líder huyera. Una vez dentro de la ciudad, como era la práctica militar habitual en ese momento, los francos masacraron a los civiles, destruyeron mezquitas y saquearon la ciudad. Los cruzados finalmente marcharon hacia los muros de Jerusalén con solo una fracción de sus fuerzas originales.

#### Asedio de Jerusalén

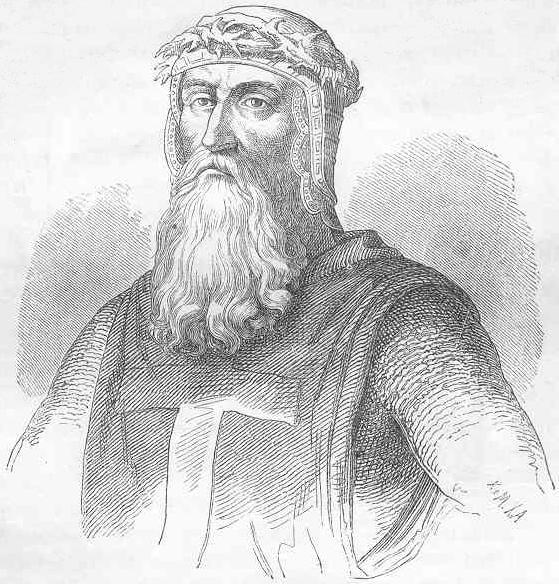
Godofredo de Bouillón, un caballero francés, líder de la Primera Cruzada y fundador del Reino de Jerusalén.

Los judíos y los musulmanes lucharon juntos para defender Jerusalén contra los invasores francos. Sin embargo, no tuvieron éxito y el 15 de julio de 1099 los cruzados entraron en la ciudad. Nuevamente, procedieron a masacrar a los civiles judíos y musulmanes restantes y saquearon y destruyeron mezquitas y la ciudad. Un historiador ha escrito que el "aislamiento, la alienación y el miedo" que sintieron los francos tan lejos de casa les ayudó a explicar las atrocidades que cometieron, incluido el canibalismo que se registró después del asedio de Maarat en 1098. Los cruzados también intentaron conquistar la ciudad de Tiro, pero fueron derrotados por los musulmanes. Los defensores de Tiro le pidieron a Zahir al-Din Atabek, el gobernador de Damasco, que les ayudara a defender su ciudad de los francos con la promesa de entregarle la ciudad. Cuando los francos fueron derrotados, la gente de Tiro no rindió la ciudad, pero Zahir al-Din simplemente dijo: "Lo que he hecho lo he hecho solo por Dios y por los musulmanes, y no por deseo de riqueza y reino".
Después de tomar el control de Jerusalén, los cruzados crearon cuatro estados cruzados: el Reino de Jerusalén, el Condado de Edessa, el Principado de Antioquía y el Condado de Trípoli. Inicialmente, los musulmanes hicieron muy poco acerca de los estados cruzados debido a conflictos internos. En el Reino de Jerusalén, a lo sumo 120 000 francos (predominantemente cristianos occidentales de habla francesa) gobernaron a más de 350 000 musulmanes, judíos y cristianos nativos del este.

#### Secuelas
A nivel popular, las primeras cruzadas desataron una furia cristiana apasionada y personalmente piadosa que se expresó en las masacres de judíos que acompañaron el movimiento de las masas de cruzados en Europa, así como el tratamiento violento a los cristianos ortodoxos "cismáticos" del este. Durante muchos de los ataques contra judíos, los obispos locales y los cristianos intentaron proteger a los judíos de las turbas. A los judíos se les ofrecía a menudo cobijo en iglesias y otros edificios cristianos.

## Línea de tiempo
- 1001 - El emperador bizantino Basilio II y el califa fatimí Al-Hákim bi-Amr Allah firman un tratado que garantiza la protección de las rutas de peregrinación cristianas en el Medio Oriente
- 1003 - El rey húngaro envía evangelistas a Transilvania
- 1004-1014 - El Califa Al-Hákim bi-Amr Allah se volvió violentamente contra su madre cristiana y sus tíos (dos de los cuales eran patriarcas). Persiguió a los cristianos y destruyó más de treinta mil iglesias cristianas en el Medio Oriente.
- 1008 - Sigfrid (o Sigurd), misionero inglés, bautiza al Rey Olof de Suecia
- 1009 - Bruno de Querfurt es decapitado en Prusia donde había ido como misionero[27]
- El califa 1009 Al-Hákim bi-Amr Allah destruye la Iglesia del Santo Sepulcro, construida sobre la tumba de Jesús en Jeruselén
- 1012 El antipapa Gregorio VI depuesto por Enrique II, el emperador del Sacro Imperio Romano
- 1015 - Se dice que Rusia se ha convertido "de manera integral" a la Fe ortodoxa;[28] Olaf II Haroldsson se convierte en el primer rey de toda Noruega. Durante los próximos 15 años organizaría la conversión final de Noruega y su integración en la Europa cristiana.
- 1030 - Batalla de Stiklestad, considerada la victoria del cristianismo sobre el paganismo noruego
- 1045 - Sigfrido de Suecia, evangelista benedictino.
- 1046 - Concilio de Sutri, el Papa Silvestre III exiliado, el Papa Gregorio VI admitió la simonía y renunció, el concilio nombró papa a Clemente II
- 1054 - Cisma Este-Oeste formalizada la división entre las Iglesias orientales (Iglesia ortodoxa) y occidentales (Iglesia católica)
- 1058-1059 El antipapa Benedicto X es derrotado en la guerra contra el Papa Nicolás II y los Normandos
- 1061–1064 Honorio II rival del papa Alejandro II
- 1065 - Consagrada la Abadía de Westminster
- 1073-1085 - Entre el Papa Gregorio VII y el Enrique IV, Santo Emperador Romano se produce la Controversia de la investidura. El papa era defensor del celibato clerical, opositor a la simonía y al concubinato, le sucedió Clemente III
- 1079 - Estanislao de Cracovia, santo patrón de Polonia
- 1080 -  Hospital de San Juan Bautista  fundado en Jeruselén por mercaderes de Amalfi y Salerno - sirvió como base para los Caballeros Hospitalarios
- 1082 - Abadía de Engelberg de Suiza
- 1093–1109 - Anselmo, Arzobispo de Canterbury, escribió  Cur Deus Homo  ( Por qué Dios se convirtió en hombre ), una exploración histórica de la Expiación
- 1095-1291 - Décima Cruzada, convocada por primera vez por el Papa Urbano II en el Concilio de Clermont contra el Califato fatimí para reconquistar Tierra Santa para la Cristiandad
- 1098 - Fundación del monasterio reformador del Císter, llevó al crecimiento de la orden Cirterciense.

## Otras lecturas
- Esler, Philip F. El mundo cristiano primitivo. Routledge (2004). ISBN 0-415-33312-1.
- Blanco, L. Michael. De Jesús al cristianismo. HarperCollins (2004). ISBN 0-06-052655-6.
- Freedman, David Noel (Ed). Eerdmans Diccionario de la Biblia. Wm. B. Eerdmans Publishing (2000). ISBN 0-8028-2400-5.
- Pelikan, Jaroslav Jan. La tradición cristiana: El surgimiento de la tradición católica (100-600). Prensa de la Universidad de Chicago (1975). ISBN 0-226-65371-4.